# Lux æterna (Ligeti)
Pour les articles homonymes, voir Lux æterna.

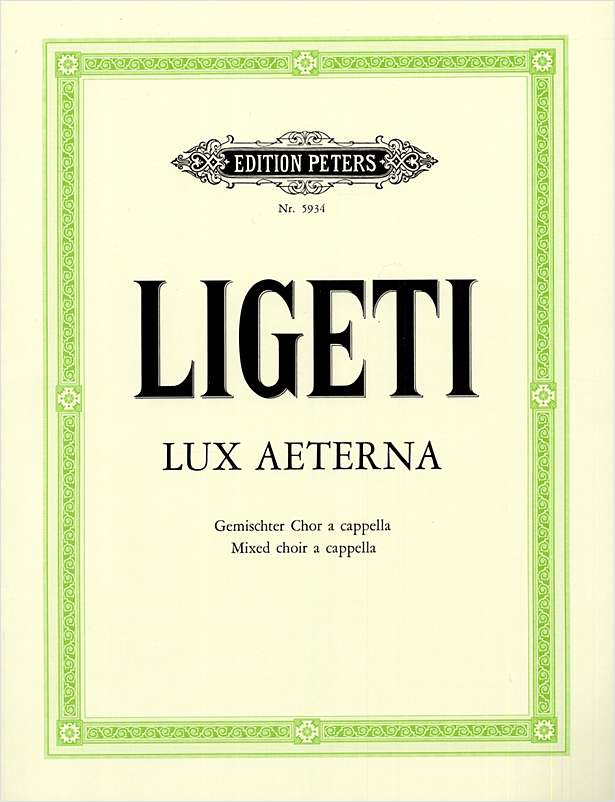
brochure de Lux aeterna

Lux aeterna est un chœur à 16 voix de György Ligeti écrit en 1966.
Chœur mixte a cappella composé en canon, c'est une œuvre micropolyphonique.

## Utilisations au cinéma
Cette œuvre a été utilisée en 1968 par Stanley Kubrick dans 2001, l'Odyssée de l'espace, pour la scène au cours de laquelle un vaisseau spatial fait le trajet depuis la base lunaire jusqu'au site d'excavation où un monolithe a été découvert enfoui sous la surface lunaire.
En 2014, elle est utilisée dans deux autres films : Godzilla, de Gareth Edwards, et Jacky au royaume des filles, de Riad Sattouf.